# Курганов (Новоузенский район)
Курганов —хутор в Новоузенском районе Саратовской области в составе сельского поселения Алгайское муниципальное образование. 

## География
Находится на расстоянии примерно 27 километров по прямой на юг-юго-восток от районного центра города Новоузенск.

## История
Официальная дата основания 1931 год.

## Население
Постоянное население составило 0 человек в 2002 году, 9 в 2010.